# Académie de Poitiers

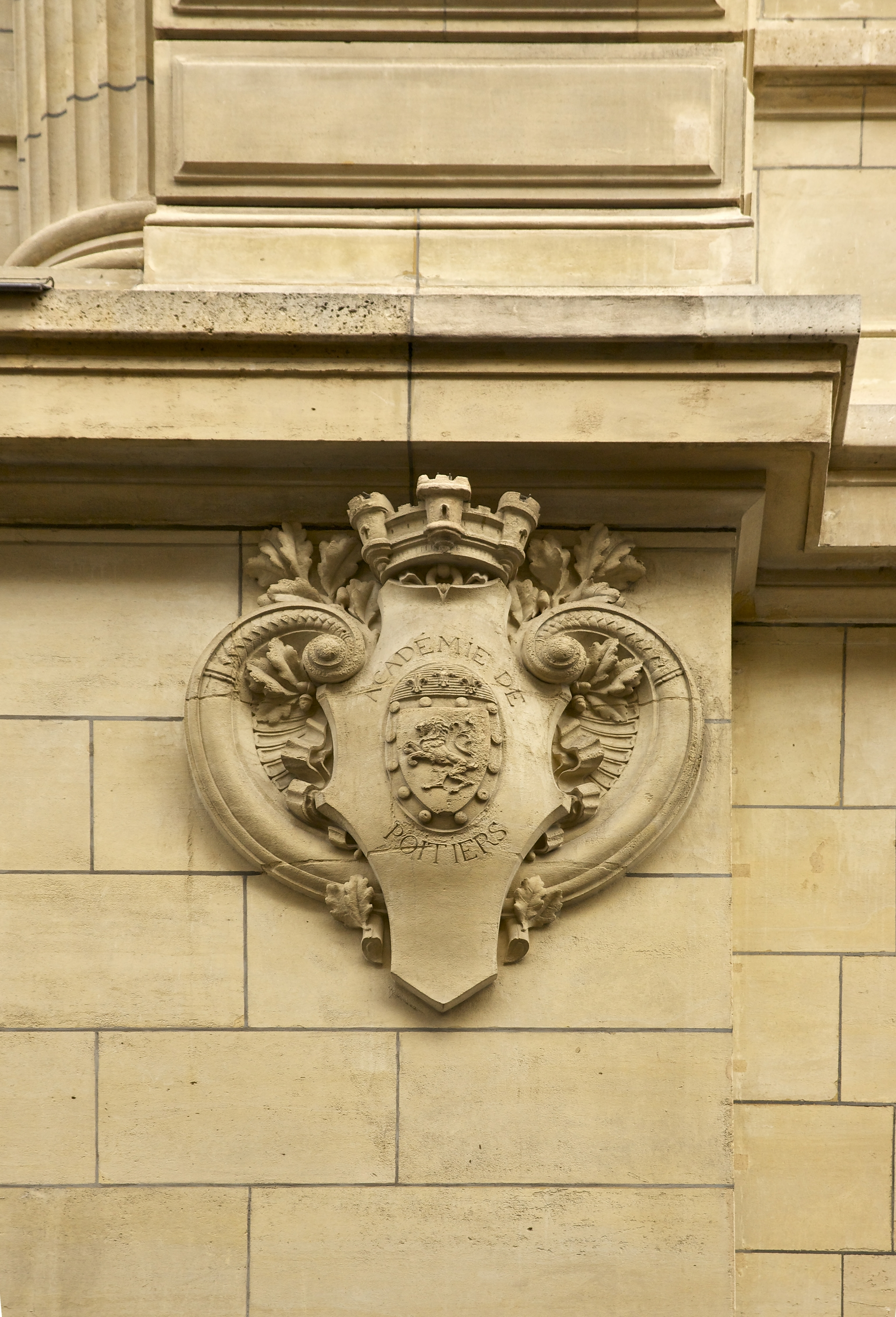
Les armoiries de l'Académie de Poitiers, sculptées sur un mur de la Sorbonne à Paris.

L'académie de Poitiers est une circonscription éducative gérée par un recteur d'académie. Elle regroupe quatre départements du Nord-Ouest de la région Nouvelle-Aquitaine (Deux-Sèvres, Vienne, Charente, Charente-Maritime) correspondant à l'ancienne région Poitou-Charentes.
Le siège est situé dans le centre-ville de Poitiers, dans les anciens locaux de l'ENSMA, et partage les murs avec l'IAE Poitiers.
L’académie de Poitiers fait partie de la zone A depuis l'année scolaire 2015-2016, après avoir longtemps fait partie de la zone B (voir ici).
L'académie comprend deux universités : 
- université de La Rochelle
- université de Poitiers

## Liste des recteurs
| Période            | Recteur                                                             | Décret de nomination                      |
| ------------------ | ------------------------------------------------------------------- | ----------------------------------------- |
| 1809 - 1815        | Éloy de Bellissens (1758-1834)                                      |                                           |
| 1815 - 1830        | Louis François Marie Bellin de La Liborlière (1774-1847)            |                                           |
| 1830 - 1835        | Maurice Ranc (1764-1841)                                            |                                           |
| 1835 - 1841        | Jean Joseph Julien Tardivel de La Ville-Gicquel (1791-1872)         |                                           |
| 1841 - 1850        | Alphonse Marie Florimond Delalleau de Bailliencourt (d) (1801-1869) |                                           |
| 1850 - 1854        | Eugène Audinet (1807-1877)                                          |                                           |
| 1854 - 1856        | Jean de La Saussaye (1801-1878)                                     |                                           |
| 1856 - 1862        | Louis Juste (d) (1795-1880)                                         |                                           |
| 1862 - 1866        | Eugène Desroziers (1808-1876)                                       |                                           |
| 1866 - 1870        | Alfred Magin (d) (1806-1870)                                        |                                           |
| 1870 - 1874        | Adolphe Chéruel (1809-1891)                                         |                                           |
| 1874 - 1879        | Charles Aubertin (1825-1908)                                        |                                           |
| 1879 - 1890        | Antelme Édouard Chaignet (1819-1901)                                |                                           |
| 1890 - 1895        | Gabriel Compayré (1843-1913)                                        |                                           |
| 1895 - 1896        | Julien Margottet (d) (1848-1903)                                    |                                           |
| 1896 - 1909        | Henri Cons (1839-1909)                                              |                                           |
| 1909 - 1914        | Jacques Cavalier (d) (1869-1937)                                    |                                           |
| 1914 - 1933        | Léon Pineau (1861-1965)                                             |                                           |
| 1933 - 1937        | Pierre Martino (1880-1953)                                          |                                           |
| 1937 - 1946        | René Hubert (en) (1885-1954)                                        | révoqué par Vichy rétabli à la Libération |
| 1943 - 1944        | Albert Chérel (1880-1962)                                           | nommé par Vichy                           |
| 1946 - 1947        | Robert Mazet (1903-1991)                                            |                                           |
| 1947 - 1961        | André Loyen (1901-1974)                                             |                                           |
| 1961 - 1964        | Jean Blaizot (d) (1915-1984)                                        |                                           |
| 1964 - 1966        | Claude Franck (d) (1910-1996)                                       |                                           |
| 1966 - 1971        | Pierre Moisy (d) (1912-1975)                                        |                                           |
| 1971 - 1975        | Henry Touchard (1921-2005)                                          |                                           |
| 1976 - 1978        | Joseph Verguin (1925-1989)                                          |                                           |
| 1979 - 1984        | Jean-Claude Maestre (1932-                                          |                                           |
| 1984 - 1988        | Gabriel Bianciotto (1936-                                           |                                           |
| 1988 - 1990        | Henri Legohérel (1937-                                              |                                           |
| 1990 - 1994        | Xavier Greffe (d) (1944-                                            |                                           |
| 1994 - 1997        | Michel Leroy (d) (1948-                                             |                                           |
| 1997 - 2001        | Franck Métras (d) (1936-                                            |                                           |
| 2001 - 2002        | Jean Ferrier (d) (1939-                                             |                                           |
| 2002 - 2004        | Marie-Jeanne Philippe (1948-                                        |                                           |
| 2004 - 2008        | Frédéric Cadet (1964-                                               |                                           |
| 2008 - 2010        | Béatrice Cormier (d) (1959-                                         |                                           |
| 2010 - 2013        | Martine Daoust (d) (1951-                                           |                                           |
| 2012 - 2016        | Jacques Moret (d) (1957-                                            |                                           |
| 2016 - 2018        | Anne Bisagni-Faure (d)                                              |                                           |
| 2018 - 2019        | Armel de La Bourdonnaye (d) (1963- famille de La Bourdonnaye        |                                           |
| 2019 - en fonction | Bénédicte Robert (d) (1978-                                         |                                           |

## Identité visuelle

Ancien logo.
Logo actuel.